# Port lotniczy Tongareva
Port lotniczy Tongareva – port lotniczy zlokalizowany na atolu Penrhyn (Wyspy Cooka).